# Gryfia (wyspa)
Gryfia, inne nazwy: Wyspa Okrętowa, Wyspa Okrętowa Górna (do 1945 niem. Bredower Werder, Tirpitz Insel) – wyspa rzeczna w Szczecinie o powierzchni ok. 20 ha, zabudowana obiektami przemysłowymi.

## Położenie
Wyspa leży na terenie osiedla administracyjnego Drzetowo-Grabowo. Od zachodu wyspa opływana jest przez wody Odry, od południowego wschodu – przez wody Kanału Grabowskiego, a od wschodu przez wody Przekopu Mieleńskiego. Od północy Gryfia ograniczona jest Przekopem Brdowskim, oddzielającym ją od położonej bardziej na północ wyspy zwanej Ostrowem Brdowskim, z którą jest połączona jedynie wąską groblą komunikacyjną.

## Historia
Przemysłowe wykorzystanie północno-zachodniej części Ostrowa Grabowskiego rozpoczęło się na początku XX w. Przed 1907 r. wybudowano tu oddział fabryki chemicznej „Union” produkujący nawozy sztuczne, oraz brykietownię należącą do huty „Jadwiga”[wymaga weryfikacji?]. Przed I wojną światową na wyspie rozpoczęły działalność przedsiębiorstwa branży okrętowej: oddział budowy maszyn stoczni „Wulkan” oraz złomownia statków braci Beermann. 
W wyniku wykopania: Przekopu Mieleńskiego (1927–1929), Kanału Grabowskiego (1931) oraz Brdowskiego Przekopu (1931) północno-zachodnia część  stała się wyspą Gryfią. 
W latach trzydziestych XX w., w nowo wybudowanym Basenie Remontowym, w południowej części wyspy, rozpoczęto remonty okrętów wojennych.
Podczas II wojny światowej przemysłowa zabudowa wyspy Gryfii uległa poważnemu zniszczeniu. Reindustrializacja wyspy rozpoczęła się w 1952 r., kiedy to na wyspie ulokowano Szczecińską Stocznie Remontową „Gryfia” – działającą do dziś. W latach siedemdziesiątych XX w. połączono groblą komunikacyjną z Brdowskim Ostrowem.